# Kazimierz Podlasiecki

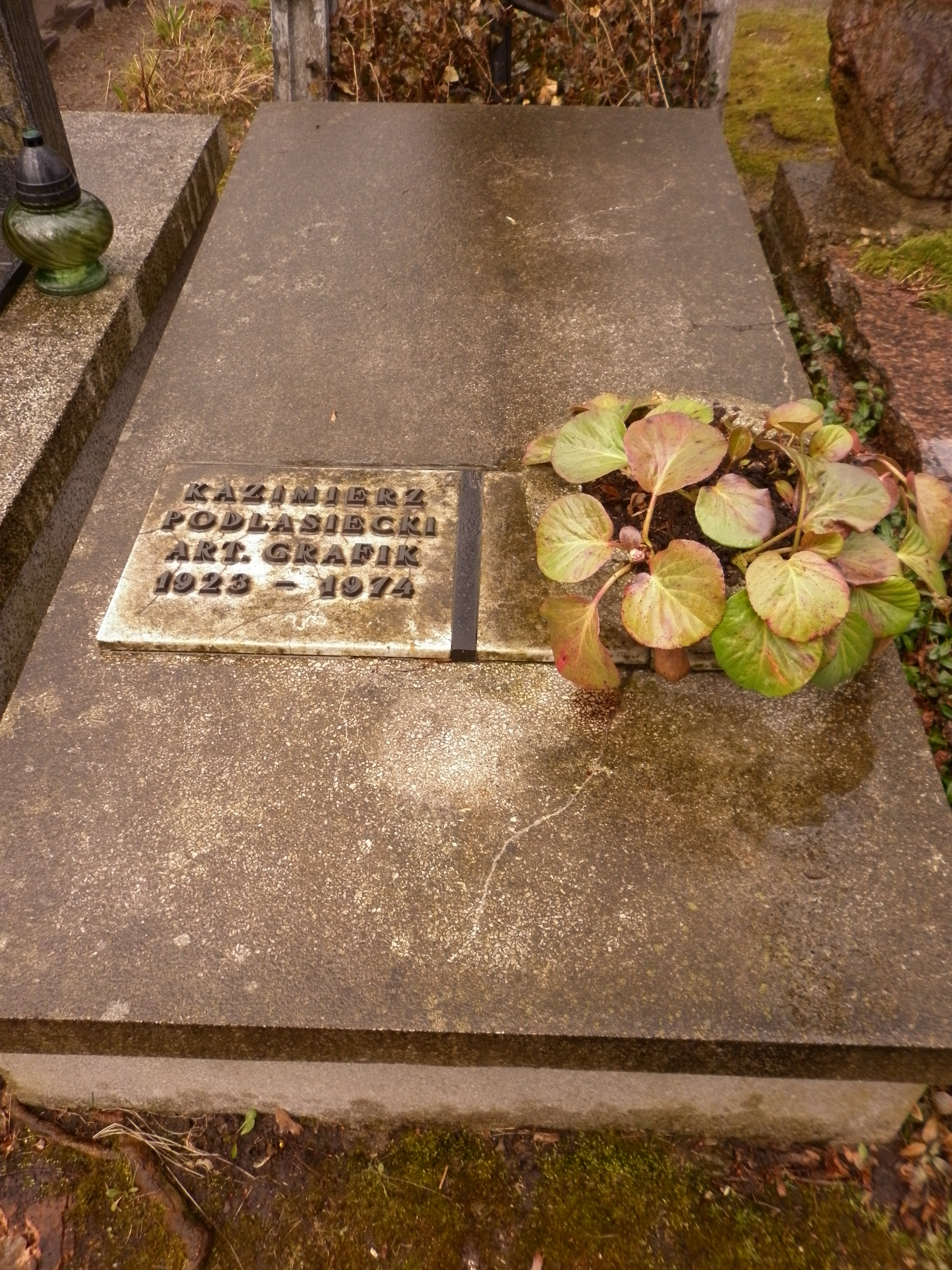
Grób Kazimierza Podlasieckiego na Cmentarzu Wojskowym na Powązkach w Warszawie

Kazimierz Podlasiecki (ur. 2 listopada 1923 w Toruniu, zm. 27 czerwca 1974 w Poznaniu) – artysta grafik, projektant w zakresie grafiki wystawienniczej, użytkowej, filatelistycznej, książkowej i opakowalnictwa. Redaktor graficzny i techniczny. Jego główną pasją było liternictwo.

## Życiorys
Konspiracyjną maturę o profilu matematyczno-fizycznym zdał w 1943. Od roku akademickiego 1945/1946 studiował na Wydziale Grafiki Akademii Sztuk Pięknych w Warszawie. 19 października 1950 uzyskał absolutorium.
W 1951 został członkiem Związku Polskich Artystów Plastyków (ZPAP) Okręgu Warszawskiego. Pełnił w nim szereg funkcji społecznych: był członkiem Komisji Lokalowej (1953-1957), członkiem, a następnie przewodniczącym Zarządu Podsekcji Grafiki Artystycznej (1955-1959), wreszcie sekretarzem Zarządu Okręgu Warszawskiego (1961-1969).
Przez wiele lat współpracował z Muzeum Warszawy. Wykonał dla niego szereg okolicznościowych prac graficznych. M.in. był autorem i wykonawcą projektu map do wystawy urządzonej w 1963 z okazji setnej rocznicy powstania styczniowego. W 1967 otrzymał złotą Odznakę honorową „Za Zasługi dla Warszawy” (Leg. nr 2387).
W latach 1960-1962 był doradcą do spraw reklamy w Centrali Handlu Zagranicznego „Metalexport”. Od 1962 do 1965 pełnił funkcję starszego projektanta w Centralnym Biurze Wzornictwa Przemysłu Lekkiego. Następnie został kierownikiem artystycznym Biura Opakowań Związku Spółdzielczości Inwalidzkiej (1965-1967). Od 1967 do przejścia na rentę inwalidzką w kwietniu 1973, był kierownikiem artystycznym pracowni graficznej Zakładów Artystycznych ZPAP „ART”.
Zmarł 27 czerwca 1974 w Poznaniu. Jest pochowany na Cmentarzu Wojskowym na Powązkach w Warszawie (kwatera B15-4-15).

## Wybrana twórczość

### Opracowania graficzne w publikacjach
- Chopin w kraju • Dokumenty i pamiątki, aut. Krystyna Kobylańska, PWM, Kraków 1956 (wydania polskie i obcojęzyczne)
- Poland • Travel Guide (opracowanie graficzne map i planów miast do tomów I-VI), AGPOL, Warszawa 1960 (również wydanie niemieckie pt. Polen • Reiseführer, Warszawa 1961
- Programy VII i VIII Międzynarodowego Festiwalu Piosenki w Sopocie – 1967 i 1968
- Almanach Polonii 1969, Interpress, Warszawa 1968
- Poland Invites You, Interpress, Polish Tourist Information Center, Warszawa 1970 (również w języku francuskim)
- Metody pracy z dziecięcym zespołem tanecznym, Maria Podlasiecka, Wyd. Centralnego Ośrodka Metodyki Upowszechniania Kultury, Warszawa 1971
- Chirurgia onkologiczna (ryciny do rozdziału T. Lewińskiego), aut. Tadeusz Koszarowski, Andrzej Kułakowski, Tadeusz Lewiński,  PZWL, Warszawa 1972

### Znaczki pocztowe
- V Międzynarodowy Konkurs Pianistyczny im. Fryderyka Chopina (seria), 1955
- Pałac Kultury i Nauki w Warszawie (seria), 1955